# Wilhelminalaan 4 (Soest)
Wilhelminalaan 4 is een gemeentelijk monument in de gemeente Soest in de provincie Utrecht.
De stadse villa werd in 1908 gebouwd naar een ontwerp van de Soester architect G. Sukkel jr. die waarschijnlijk ook de uitvoerder was. Sukkel was ook de bouwer van het naastgelegen pand Wilhelminalaan 2. De laag op de benedenverdieping is wit geschilderd, de tweede laag is wit gepleisterd. Bij de oplevering waren de strekken en bogen nog niet wit geschilderd. Het pand heeft twee overstekende zadeldaken die haaks op elkaar staan. De voorgevel is asymmetrisch. Aan de linkerzijde is een erker met bovenlichten met glas in lood. Boven het voorste venster is een balkon plus balustrade met daarboven een boogvorm. De aanbouw aan de rechterzijde van het huis heeft een toegangsdeur.